# Linneryd
Linneryd – miejscowość (tätort) w Szwecji, w regionie administracyjnym (län) Kronoberg, w gminie Tingsryd.
Według danych Szwedzkiego Urzędu Statystycznego liczba ludności wyniosła: 474 (31 grudnia 2015), 463 (31 grudnia 2018) i 463 (31 grudnia 2019).